# کوکوشیچه
کوکوشیچه (به صربی: Kokošiće) یک منطقهٔ مسکونی در صربستان است که در سینیتسا واقع شده‌است. کوکوشیچه ۱۲۴ نفر جمعیت دارد.